# Bakerite
La bakerite è una varietà di datolite.